# Rudsel Sint Jago
Rudsel Sint Jago ist ein bonairischer Fußballtrainer. Nach Arturo Charles, der das Traineramt von 2010 bis 2012 innehatte, war Sint Jago von 2012 bis 2014 der zweite Nationaltrainer in der noch jungen Geschichte der bonairischen Fußballnationalmannschaft.

## Karriere
Nachdem Charles mit dem bonairischen Nationalteam aus dem ABCS-Turnier 2012 als deutlicher Verlierer hervorgegangen war – auf eine 0:8-Niederlage gegen Suriname im ersten Spiel folgte eine 2:9-Niederlage gegen Curaçao im Spiel um Platz 3 – und sein Traineramt abgegeben hatte, übernahm dieses in weiterer Folge Rudsel Sint Jago. Unter dessen Amtszeit wurde Bonaire am 19. April 2013 als assoziiertes Mitglied der CONCACAF und der Caribbean Football Union (CUF) aufgenommen. Im November des gleichen Jahres nahm er mit der bonairischen Fußballnationalmannschaft am ABCS-Turnier 2013 auf Curaçao teil. Nachdem die Mannschaft das erste Spiel im Stadion Ergilio Hato in Willemstad gegen Suriname mit 0:2 verlor, ging sie im zwei Tage später stattfindenden Spiel um Platz 3 mit 2:1 als Sieger über Aruba hervor. Danach absolvierte das Team bis Juni des nachfolgenden Jahres keine weiteren Länderspiele; Sint Jago gab sein Traineramt in weiterer Folge ab. Dieses wurde daraufhin mit 1. Mai 2014 von Ferdinand Bernabela, unter dessen Amtszeit Bonaire ein vollwertiges Mitglied beider Verbände (CONCACAF und CUF) wurde, übernommen.